# シュアラスター
シュアラスター株式会社（SurLuster K.K.）は、カーワックスをはじめとする洗車用品のメーカーである。

## 主な製品
- 洗車用品（車、バイク、自転車）
- エンジンオイル添加剤

- ガソリン添加剤
- 時計用メンテナンス用品

## 沿革
- 1947年 - アメリカカリフォルニア州ロングビーチの化学者・ジョセフ・ロビンソンが、カルナバ蝋を原料としたカーワックスの開発を始める。
- 1949年 - Surlusterの商標を用い、カーワックスの本格的な生産開始。
- 1955年 - 日本で、現在のシュアラスター株式会社設立。
- 1966年 - シュアラスターブランドの製品が初めて日本で紹介され、1968年には日本での本格的な販売が開始。
- 1992年 - シュアラスター株式会社が、シュアラスターブランドの製品の独占供給開始。